# Sebastian Göransson
Sebastian Göransson, född 1 december 1987, är en svensk före detta fotbollsspelare.

## Klubbkarriär
Göransson började att spela fotboll i IFK Värnamo, innan han 2006 lämnade klubben för IF Elfsborg. Göransson återvände senare tillbaka till Värnamo innan han 2007 gick till Östers IF. Göransson återvände senare för andra gången innan han gick till Danmark, närmare bestämt Viborg FF i augusti 2008. Han skrev på ett tvåårskontrakt med klubben, men lämnade reden efter ett år Viborg och Danmark. Då han var långt från startelvan och saknade sin familj och vänner hemma i Sverige, kom parterna i juli 2009 överens om att bryta kontraktet. Han blev den 10 augusti 2011 klar för Gislaveds IS i division 2.

## Landslagskarriär
Under tiden Göransson spelade i IF Elfsborg blev han uttagen till Sveriges U19-landslag.